# ونتون
ونتون (به فرانسوی: Ventavon) یک کامین در فرانسه است که در Canton of Laragne-Montéglin واقع شده‌است.

## خصوصیات
ونتون ۴۲٫۶۹ کیلومترمربع مساحت و ۵۱۷ نفر جمعیت دارد و ۶۸۵ متر بالاتر از سطح دریا واقع شده‌است.